# José María Montesinos Amilibia
José María Montesinos Amilibia (Sant Sebastià, 13 de novembre de 1944) és un matemàtic espanyol, acadèmic de la Reial Acadèmia de Ciències Exactes, Físiques i Naturals.
El 1967 es llicencià en matemàtiques a la Universitat Complutense de Madrid, on s'hi doctorà el 1971 amb la tesi  Sobre la conjetura de Poincaré y los recubridores ramificados sobre un nudo. De 1967 a 1979 treballà com a professor a la Universitat Complutense i de 1979 a 1981 a la Universitat de Saragossa. Després ha estat catedràtic de geometria analítica i topologia a la Universitat Autònoma de Madrid (1981-1982), a la Universitat de Saragossa (1982-1986) i a la Universitat Complutense de Madrid (des de 1986).
El 1976 ingressà a l'Institut d'Estudis Avançats de Princeton i de 1985 a 1987 fou membre del Mathematical Sciences Research Institute. Ha treballat la teoria de nusos amb Ralph Hartzler Fox i Laurent C. Siebenmann aprofità part del seu treball en el que ha anomenat nusos de Montesinos.
El 1989 fou escollit acadèmic de la Reial Acadèmia de Ciències Exactes, Físiques i Naturals, i va prendre possessió de la seva medalla el 1990 amb el Nudos, cristales y números: Aspectos de la topología de baja dimensión.

## Articless
- A representation of closed, orientable 3-manifolds as 3-fold branched coverings of S3, a Bull. AMS (1974)
- Surgery on links and doubled branched covers of S3, a Knots, groups and 3-manifolds en honor de R.H. Fox, Annals of Math. Studies, 84 (1975)
- Variedades de Seifert que son recubridores cíclicos ramificados de dos hojas, a Bol. Soc. Mat. Mexicana (1973).
- Cristalografía y arte, Revista de la Real Academia de Ciencias Exactas, Físicas y Naturales, ISSN 1137-2141, Vol. 103, Nº 1, 2009